# Terminal LNG w Świnoujściu
Terminal LNG im. Prezydenta Lecha Kaczyńskiego w Świnoujściu (popularnie określany jako gazoport) – polski terminal przeładunkowy i regazyfikacyjny skroplonego gazu ziemnego (LNG) w Świnoujściu. Położony jest w prawobrzeżnej części miasta, Warszowie, na wyspie Wolin, przy ulicy Ku Morzu 1. Otwarty w 2015, pierwszy gazowiec wpłynął 11 grudnia 2015. Rozbudowany w latach 2019-2024. Operatorem terminala jest spółka OGP Gaz-System S.A. (do 31 marca 2021 poprzez spółkę zależną Polskie LNG S.A.).

## Podstawowe informacje
Powstanie terminalu LNG pozwoliło na odbieranie skroplonego gazu ziemnego drogą morską praktycznie z dowolnego kierunku na świecie, co przyczyniło się do zwiększenia bezpieczeństwa energetycznego Polski. Decyzję o budowie gazoportu podjął rząd Kazimierza Marcinkiewicza w 2006
Terminal LNG w Świnoujściu jest pierwszą tego typu inwestycją w Europie Środkowo-Wschodniej i regionie Morza Bałtyckiego. Do jego budowy i eksploatacji została powołana spółka Polskie LNG S.A., należąca do OGP Gaz-System S.A. Gaz-System był odpowiedzialny za koordynację budowy terminalu LNG, przyłączenie inwestycji do krajowej sieci przesyłowej, a także uczestniczył w finansowaniu projektu. Od 2021, po przejęciu spółki Polskie LNG, Gaz-System jest też operatorem terminala.
W ramach terminalu LNG w Świnoujściu wybudowano dwa zbiorniki o pojemności 160 tys. m³. Obecnie pozwala to na odbiór do 6,2 mld m³ gazu ziemnego rocznie, z możliwością zwiększenia zdolności odbiorczej do 7,5 mld m³. Zużycie gazu w Polsce  wynosi na ten moment (stan: kwiecień 2022) około 20 mld m³ rocznie. Oprócz samego terminalu LNG powstały w ramach inwestycji: falochron, infrastruktura portowa do obsługi statków LNG oraz gazociąg przyłączeniowy Szczecin-Świnoujście. 11 grudnia 2015 do Świnoujścia przypłynął pierwszy metanowiec ze skroplonym gazem ziemnym, który dostarczył surowiec niezbędny do rozruchu instalacji. 18 czerwca 2016 terminal otrzymał imię prezydenta Lecha Kaczyńskiego.
Budowa terminalu LNG uznana została przez Radę Ministrów za inwestycję strategiczną dla całego kraju. Terminal umożliwia odbiór gazu drogą morską z dowolnego kierunku na świecie. W ten sposób inwestycja otwiera drogę do dywersyfikacji źródeł dostaw gazu i wzmacnia bezpieczeństwo energetyczne Polski. W dalszej perspektywie ma przyczynić się do wzrostu konkurencyjności gazu ziemnego na polskim rynku.
Cała inwestycja została zrealizowana z poszanowaniem środowiska naturalnego. Dla zachowania zabytkowych fortów i bunkrów oraz wydm szarych i ochrony zagrożonych gatunków flory i fauny, terminal LNG powstał w części wolińskiej Świnoujścia na terenie przemysłowym – obszarze Zespołu Portów Szczecin-Świnoujście – od dawna przeznaczonym pod rozwój. Umożliwiło to odsunięcie go o ok. 750 metrów od linii brzegowej. Zgodnie z przeprowadzonymi obliczeniami rozprzestrzeniania się zanieczyszczeń w atmosferze inwestycja spełnia standardy jakości powietrza określone obowiązującymi przepisami prawa.

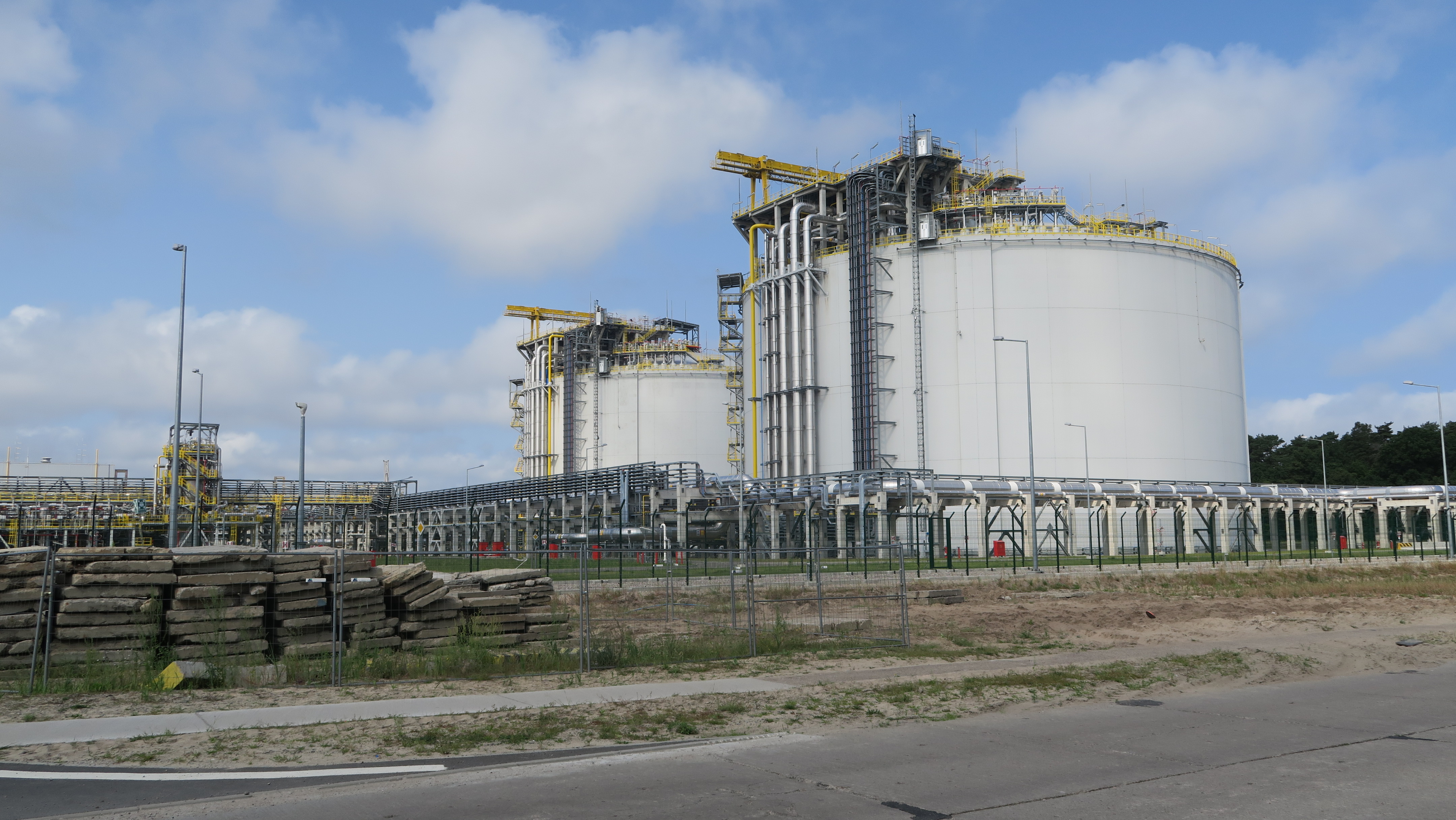
Zbiorniki gazu

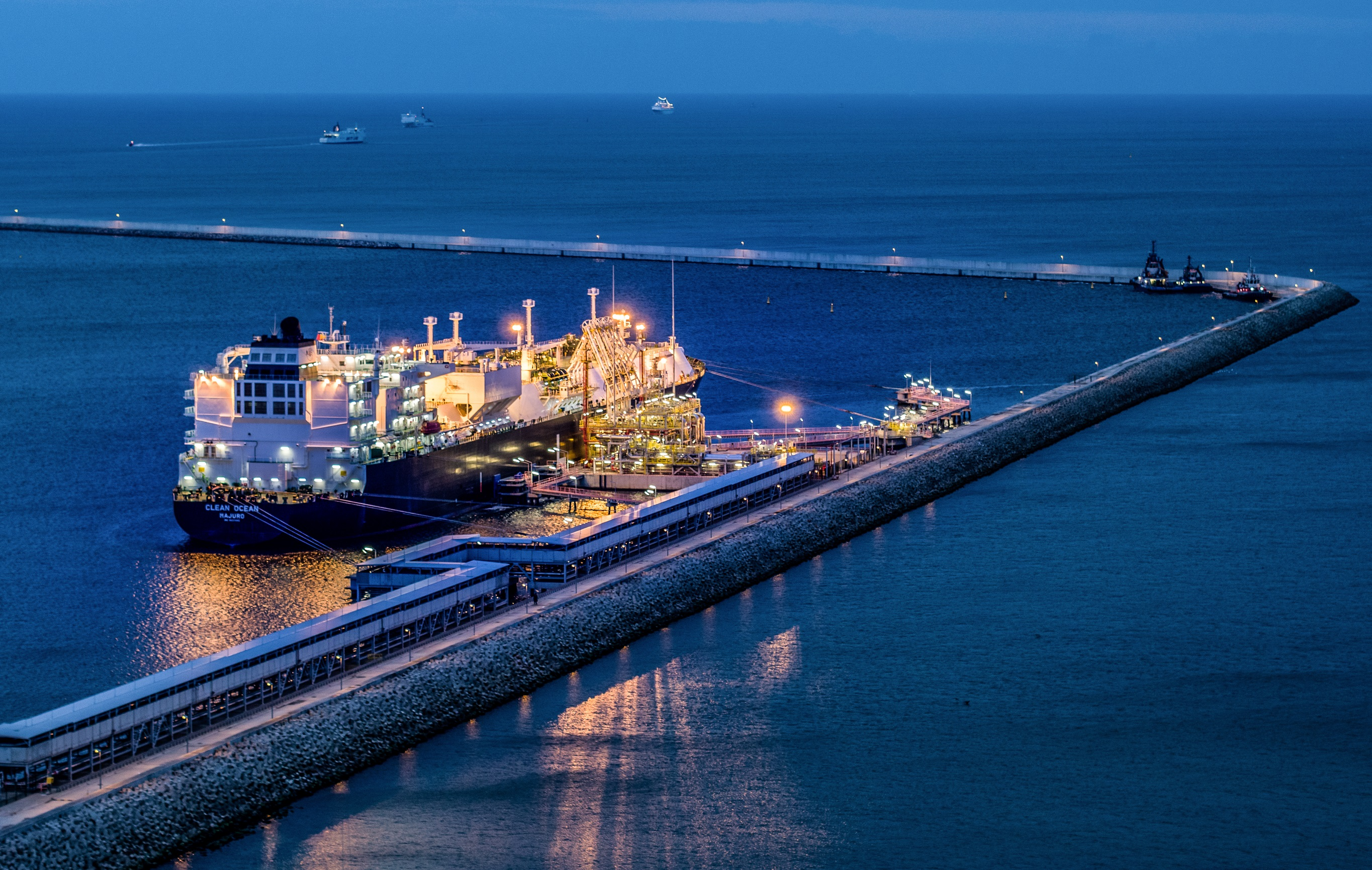
Metanowiec w gazoporcie z dostawą gazu

Procesy technologiczne obsługiwane obecnie przez terminal to: rozładunek LNG z tankowca przy nabrzeżu rozładunkowym, procesowe składowanie LNG w zbiornikach, regazyfikacja LNG i wysyłka gazu (NG) do Krajowego Systemu Przesyłowego oraz załadunek LNG na cysterny samochodowe i ISO-kontenery.
Do czasu rozbudowy zdolność przeładunkowa terminalu wynosiła 6,2 mld Nm³ rocznie, a na terenie terminalu zlokalizowane były dwa kriogeniczne zbiorniki do procesowego magazynowania LNG o pojemności 160 000 m³ każdy. Po zakończeniu rozbudowy od 1 stycznia 2025 nominalna moc regazyfikacyjna terminala, dysponującego trzema zbiornikami kriogenicznymi wynosi 8,3 mld Nm³ rocznie

## Program Rozbudowy Terminalu LNG
Spółka realizowała od 2019 roku Program Rozbudowy Terminalu LNG, który składał się z czterech elementów:
- Dodatkowych instalacji regazyfikacyjnych – zwiększających nominalną moc regazyfikacyjną terminalu do 7,5 mld Nm³/rocznie.
- Trzeciego zbiornika LNG – zwiększającego elastyczność pracy instalacji terminalu LNG oraz zapewniającego optymalną zdolność procesową składowania surowca.
- Instalacji przeładunkowej LNG na kolej – rozszerzającej zakres świadczonych usług o możliwość załadunku kontenerów ISO i cystern kolejowych oraz umożliwiającą  dotarcie do nowych potencjalnych klientów.
- Dodatkowego nabrzeża statkowego, które umożliwi załadunek i rozładunek zbiornikowców, przeładunek LNG (transshipment) oraz załadunek jednostek bunkrujących LNG i usługę bunkrowania.

W czerwcu 2020 roku spółka Polskie LNG oraz Zarząd Morskich Portów Szczecin i Świnoujście podpisali umowy z konsorcjum firm PORR S.A. i TGE Gas Engineering GmbH na wykonanie rozbudowy terminalu LNG  Umowy dotyczą rozbudowy części lądowej i morskiej terminalu, prowadzonej w kooperacji z Zarządem Morskich Portów Szczecin i Świnoujście. Zakres umów obejmuje opracowanie dokumentacji projektowej (projektów budowlanego i wykonawczego), wykonanie prac budowlano-montażowych oraz rozruch instalacji i uzyskanie wymaganych pozwoleń. Spółka Polskie LNG będzie odpowiedzialna m.in. za wybudowanie nowego zbiornika LNG o pojemności ok. 180 tys. m³ brutto i wykonanie części technologicznej nowego stanowiska statkowego służącego do rozładunku, załadunku i bunkrowania LNG.
Z kolei Zarząd Morskich Portów Szczecin i Świnoujście wybuduje część hydrotechniczną stanowiska statkowego, infrastrukturę hydrotechniczną pod estakadę przesyłową oraz kompletną infrastrukturę cumowniczą. Po ukończeniu prac nominalna moc regazyfikacyjna terminalu wzrośnie do 7,5 mld m³ rocznie. Termin zakończenia inwestycji to koniec 2023 roku. Wartość podpisanych umów łącznie wynosi ok. 1,9 mld zł.
W 2020 roku, równolegle do procesu przetargowego na wybór wykonawcy rozbudowy terminalu LNG, przeprowadzona została procedura Open Season, która umożliwiła uczestnikom rynku paliw gazowych złożenie ofert na usługę regazyfikacji oraz usługi dodatkowe.
Rozbudowę ukończono w 2024 i od 1 stycznia 2025 nominalna moc regazyfikacyjna Terminala LNG w Świnoujściu wynosi 8,3 mld Nm³ rocznie.

## Historia
W 2009 planowano inwestycję terminala gazu płynnego LNG na akwenie Zatoki Pomorskiej (na północy do 600 m od brzegu, na zachodzie falochron wschodni). Na lądzie miała objąć działkę o powierzchni 40 ha, m.in. z zaprojektowanymi dwoma zbiornikami o pojemności 160 000 m³ każdy. Przewidziano budowę falochronu osłonowego, obrotnicę dla statków, miejsca schronienia, nabrzeże dalbowe o długości 412 m, 10 wysp cumowniczych i stanowiska statkowe. Całość miała być gotowa przed 2013, ale konieczna była zmiana planu zagospodarowania przestrzennego, modernizacja dróg dojazdowych i budowa wiaduktów do terminalu.
17 kwietnia 2007 została powołana spółka Polskie LNG Sp. z o.o. należąca do PGNiG, a następnie do Gaz-Systemu, w 2009 przekształcona w spółkę akcyjną. W lipcu 2010 Polskie LNG SA, spółka zależna od Gaz-Systemu, powołana do budowy i eksploatacji terminalu LNG w Świnoujściu, zakończyła proces wyboru generalnego wykonawcy inwestycji. Podpisana została umowa z konsorcjum: Saipem S.p.A. (Włochy) – Saipem SA (Francja) – Techint Compagnia Technica Internazionale S.p.A. (Włochy) – Snamprogetti Canada Inc. (Kanada) – PBG SA (Polska) – PBG Export Sp. z o.o. (Polska). Zadaniem konsorcjum było wybudowanie terminalu LNG w Świnoujściu oraz przekazanie go do użytkowania – z ustalonym początkowo terminem 30 czerwca 2014. Pod koniec 2010 zostały przeprowadzone prace geologiczne i geodezyjne. 23 marca 2011 premier Donald Tusk dokonał oficjalnego położenia kamienia węgielnego pod budowę. We wrześniu 2013 wcześniej ustalona data oddania została przesunięta na 30 grudnia 2014.
Wokół budowy gazoportu trwały spory dotyczące m.in. dotacji ze strony UE oraz głębokości tras żeglugowych przecinanych przez budowany Gazociąg Północny.
Koszt gazoportu miał wynieść około 2,5 mld zł. Przewidywano finansowanie z czterech źródeł:
- wkład własny (kapitał spółki) – 670 mln zł (docelowo wyniesie 1 mld zł)
- dotacja z UE z Europejskiego programu energetycznego na rzecz naprawy gospodarczej (EPENG) – 55 mln €
- dotacja z Programu Operacyjnego Infrastruktura i Środowisko (POIŚ) – co najmniej 456 mln zł (UE zezwoliła do 925,5 mln[23])
- kredyt z Europejskiego Banku Odbudowy i Rozwoju (przyznany 4 października 2012) – 300 mln złotych[25]

Ostatecznie wartość inwestycji sięgnęła 3 mld 638 mln zł, w tym dofinansowanie z UE ponad 888 mln zł.
20 listopada 2015 z katarskiego portu Ras Laffan do terminalu LNG w Świnoujściu wypłynął statek Al Nuaman z pierwszą dostawą 210 tys. m³ skroplonego gazu ziemnego. Do celu statek dotarł 11 grudnia 2015. Dostawcą pierwszych dwóch dostaw jest Qatargas Operating Company Limited.
18 czerwca 2016 terminal otrzymał imię prezydenta RP Lecha Kaczyńskiego.
19 grudnia 2018 Polskie LNG oficjalnie poinformowało o rozpoczęciu postępowania przetargowego, które wyłoni wykonawcę trzech kluczowych elementów Programu Rozbudowy Terminalu LNG im. Prezydenta Lecha Kaczyńskiego w Świnoujściu. Są nimi: trzeci zbiornik, dodatkowe instalacje procesowe zwiększające moc regazyfikacyjną oraz instalacja przeładunkowa LNG wraz z bocznicą kolejową.
4 stycznia 2019 spółka ogłosiła przetarg na wykonawcę drugiego nabrzeża dla statków w gazoporcie. 
14 maja 2021 Polskie LNG SA została przejęta przez spółkę-matkę Operator Gazociągów Przesyłowych Gaz-System i zlikwidowana jako odrębny podmiot.
Od stycznia 2022 terminal może świadczyć usługi regazyfikacji z mocą zwiększoną do 6,2 mld m³ rocznie.
12 kwietnia 2023 Wojewoda Zachodniopomorski na wniosek Straży Granicznej i Agencji Bezpieczeństwa Wewnętrznego wprowadził od 13 kwietnia 2023 czasowy zakaz przebywania w odległości do 200 m wokół terminalu LNG w Świnoujściu. 11 sierpnia Gaz-System podpisał ze Strażą Graniczną porozumienie przewidujące m.in. utworzenia miejsca stałego bazowania dla jednostek pływających Straży Granicznej w rejonie basenu portowego terminalu LNG.
Od stycznia 2025 terminal może świadczyć usługi regazyfikacji z mocą zwiększoną do 8,3 mld m³ rocznie.